# Kirche Liepen

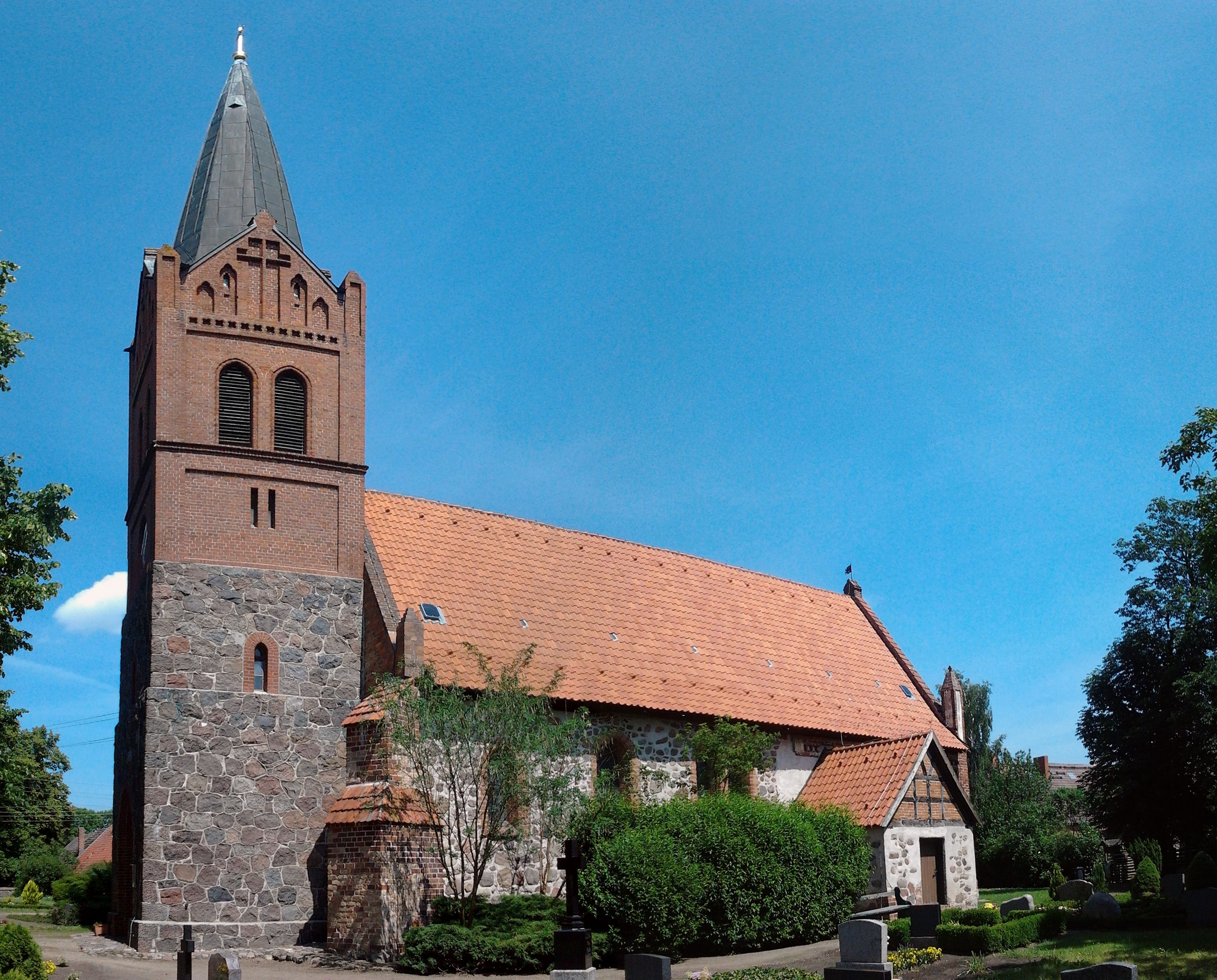
Kirche Liepen

Die Kirche Liepen ist ein Kirchengebäude im Ortsteil Liepen im Landkreis Vorpommern-Greifswald in Mecklenburg-Vorpommern. Sie gehört zur Kirchengemeinde Liepen-Medow-Stolpe in der Propstei Pasewalk im Pommerschen Evangelischen Kirchenkreis der Evangelisch-Lutherischen Kirche in Norddeutschland. Bis 2012 gehörte sie zum Kirchenkreis Greifswald der Pommerschen Evangelischen Kirche.

## Gebäude
Nach der Schenkung des Ortes Liepen durch die pommersche Herzogin Ingardis, Witwe von Kasimir II., 1222 an das Kloster Stolpe wurde bald mit dem Bau einer Kirche begonnen. Die Saalkirche wurde in der ersten Hälfte des 13. Jahrhunderts aus Feldstein errichtet. Der gleich breite Chor und die Nordsakristei aus Backstein wurden in jüngerer Zeit angefügt. Vermutlich in der Zeit des Barock wurde die Südvorhalle aus Feldstein gebaut. Nachdem der frühere Fachwerkkirchturm 1884 abgebrannt war, wurde nach Plänen von Friedrich Adler aus Berlin zwischen 1885 und 1887 der Westturm mit Feldsteinunterbau und Backsteinobergeschossen im Stil der Neugotik errichtet. Der Turm hat einen achtseitigen kupfergedeckten Spitzhelm. An der Giebelbekrönung des Turmes und der Sakristei wurden Vierpassfries und Blendenschmuck des Chorgiebels wieder aufgegriffen. Die gefasten Gewände der teilweise gepaarten spitzbogigen Fenster und der Portale am Kirchenschiff sind aus Backstein.
Flache Decken befinden sich über Schiff und Chor, die Sakristei hat ein Kreuzgewölbe.
Der Kirchhof hat ein rundbogiges Backsteinportal aus dem 16. Jahrhundert.

## Ausstattung
Der Kanzelkorb mit Reliefs der Evangelisten stammt aus der ersten Hälfte des 17. Jahrhunderts, der Schalldeckel aus dem 18. Jahrhundert. Die Kanzel befindet sich auf einer Steinkonsole über der Altarmensa. Reliefs des Apostels Petrus, von Jesus Christus und Adam aus dem 17. Jahrhundert befinden sich am Kanzelaufgang. Aus dem beginnenden 16. Jahrhundert stammt das geschnitzte, auseinander genommene Retabel. Im Schrein werden ein Bischof zwischen Maria und der Heiligen Barbara und in den Flügeln Heiligenfiguren dargestellt.
Gemalte Tugenddarstellungen zieren die Westempore aus dem 18. Jahrhundert. Die Orgel wurde 1879 in der Werkstatt von Barnim Grüneberg in Stettin gebaut. Sie hat einen neugotischen Prospekt und Vierpässe. Zwei Kabinettscheiben stammen aus dem Jahr 1681.
Das Geläut besteht aus drei Glocken, die 2000 gegossen wurden.